# Pterisanthes taeniata
Pterisanthes taeniata är en vinväxtart som beskrevs av Jules Émile Planchon. Pterisanthes taeniata ingår i släktet Pterisanthes och familjen vinväxter. Inga underarter finns listade i Catalogue of Life.